# 주말엔 서연미와
《주말엔 서연미와》는 대한민국의 방송국 기독교방송의 라디오 채널 CBS 표준FM에서 주말 저녁 6시 ~ 8시까지 방송하는 라디오 프로그램이다.

## 개요
뉴스와 음악, 다양한 정보 등을 소개하는 프로그램이다. 방송시간은 매주 주말저녁 6시부터 8시까지다. CBS 서연미 아나운서가 진행한다.

## 요일별 코너

### 토요일 코너
- 시간을 달리는 뉴스 - 1부
- 인물의 흐름 - 2부

### 일요일 코너
- 뜨거운 세계 - 1부
- 하마평 영화 - 2부

## 같이 보기
- CBS 표준FM
- 기독교방송